# Tormáskert
Tormáskert (1890-ig Nevolno, szlovákul: Nevoľné) község Szlovákiában, a Besztercebányai kerületben, a Garamszentkereszti járásban.

## Fekvése
Körmöcbányától 5 km-re, délre fekszik.

## Története
A település első írásos említése 1571-ben „Newolna" alakban történt, amikor az esztergomi érsekség birtokában állt. 1776-ban a besztercebányai püspökség megalapításával a püspökségé lett. A 16. században 2 portával adózott és volt egy malma is. 1601-ben 9 ház állt a településen. 1715-ben 7 adózója volt. 1828-ban 37 házában 217 lakos élt, akik főként mezőgazdasággal foglalkoztak.
Vályi András szerint: „NEVOLNO. Tót falu Bars Várm. földes Ura a’ Besztercze Bányai Püspökség, fekszik Jasztrabához közel, és annak filiája."
Fényes Elek szerint: „Nevolno, tót falu, Bars vgyében, Körmöczhöz 3/4 mfd., 217 kath. lak. F. u. a beszterczei püspök."
Bars vármegye monográfiája szerint: „Tormáskert, a körmöczbányai hegyekben fekvő tót kisközség, 276 róm. kath. vallású lakossal. Hajdan Nyewolno néven az esztergomi érsek birtoka, mely a beszterczebányai püspökség felállításával, annak tulajdonába ment át. Ekkor már Nevolno alakban van említve és így marad 1890-ig, a mikor a község nevét megmagyarosították. Temploma nincs. Postája, távirója és vasúti állomása Bartos."
A trianoni diktátumig Bars vármegye Garamszentkereszti járásához tartozott.
Lakói a háborút követően főként idénymunkákból éltek, ezen kívül faáru készítéssel, vászonszövéssel, takarókészítéssel foglalkoztak. Később Körmöcbánya, Garamszentkereszt és Zólyom üzemeiben dolgoztak.

## Népessége
| Év:            | 1994. | 2004.   | 2014.   | 2024.   |
| -------------- | ----- | ------- | ------- | ------- |
| Emberek száma: | 428   | 423     | 409     | 390     |
| Eltérés:       |       | -1,16 % | -3,30 % | -4,64 % |

| Év:            | 2023. | 2024.   |
| -------------- | ----- | ------- |
| Emberek száma: | 386   | 390     |
| Eltérés:       |       | +1,03 % |

1910-ben 370, túlnyomórészt szlovák anyanyelvű lakosa volt.
2001-ben 425 lakosából 424 szlovák volt.
2011-ben 434 lakosából 418 szlovák volt.

## Neves személyek
- Itt született 1940-ben Rudolf Baláž szlovák katolikus pap, besztercebányai püspök.

## Külső hivatkozások
- Hivatalos oldal
- E-obce.sk Archiválva 2008. szeptember 16-i dátummal a Wayback Machine-ben
- Községinfó
- Tormáskert Szlovákia térképén